# 手光波切不動古墳
手光波切不動古墳（てびかなみきりふどうこふん）は、福岡県福津市手光にある古墳。津屋崎古墳群を構成する古墳の1つ。福津市指定史跡に指定されている。

## 概要
福岡県北部、宮地岳山麓から派生する丘陵の先端部（標高22-27メートル）に築造された古墳である。津屋崎古墳群のうちでは南端に位置する。古くから石室が開口し、墳丘周囲は削平されているほか、1992年（平成4年）に石室実測調査が、2010-2011年度（平成22-23年度）に墳丘の測量・確認調査が実施されている。
墳丘裾の削平のため墳形は詳らかでないが、現在は直径20メートル・高さ9メートルを測り、元は直径25メートル程度の円形と推定復元される。埋葬施設は横口式石槨系の横穴式石室で、南南西方向に開口する。石室全長10.8メートルを測る大型石室で、石室の石材には玄武岩の巨石が使用される。古くから開口するため石室内の調査では副葬品を詳らかとしないが、石室前の墓道の調査では木棺部材（釘・鎹）のほか鉄製品・馬具・須恵器片・新羅土器片などが検出されている。
築造時期は、古墳時代終末期の7世紀前半頃と推定され、7世紀後半頃までの追葬が想定される。かつては宮地嶽古墳（福津市宮司元町）の後続古墳と位置づけられたが、近年では先行古墳の可能性が高いとされ、津屋崎古墳群では在自剣塚古墳（福津市在自、宗像地域最大の前方後円墳）の後続古墳に位置づけられる。畿内の横口式石槨同様の石室構造を採った首長墓であり、宗像地域の政治情勢を考察するうえで重要視される古墳になる。
古墳域は1992年（平成4年）に福間町指定史跡（現在は福津市指定史跡）に指定されている。

## 遺跡歴
- 天保年間（1830-1844年）編纂の『筑前国続風土記拾遺』に記載（当時には石室開口、不動窟として信仰）[1]。
- 1992年（平成4年）、石室実測調査[1]。
- 1992年（平成4年）10月13日、福間町指定史跡に指定（現在は福津市指定史跡）[1]。
- 2010年度（平成22年度）、墳丘測量調査（福津市教育委員会、2013年に報告書刊行）[2]。
- 2011年度（平成23年度）、古墳規模の確認調査（福津市教育委員会、2013年に報告書刊行）[2]。

## 埋葬施設

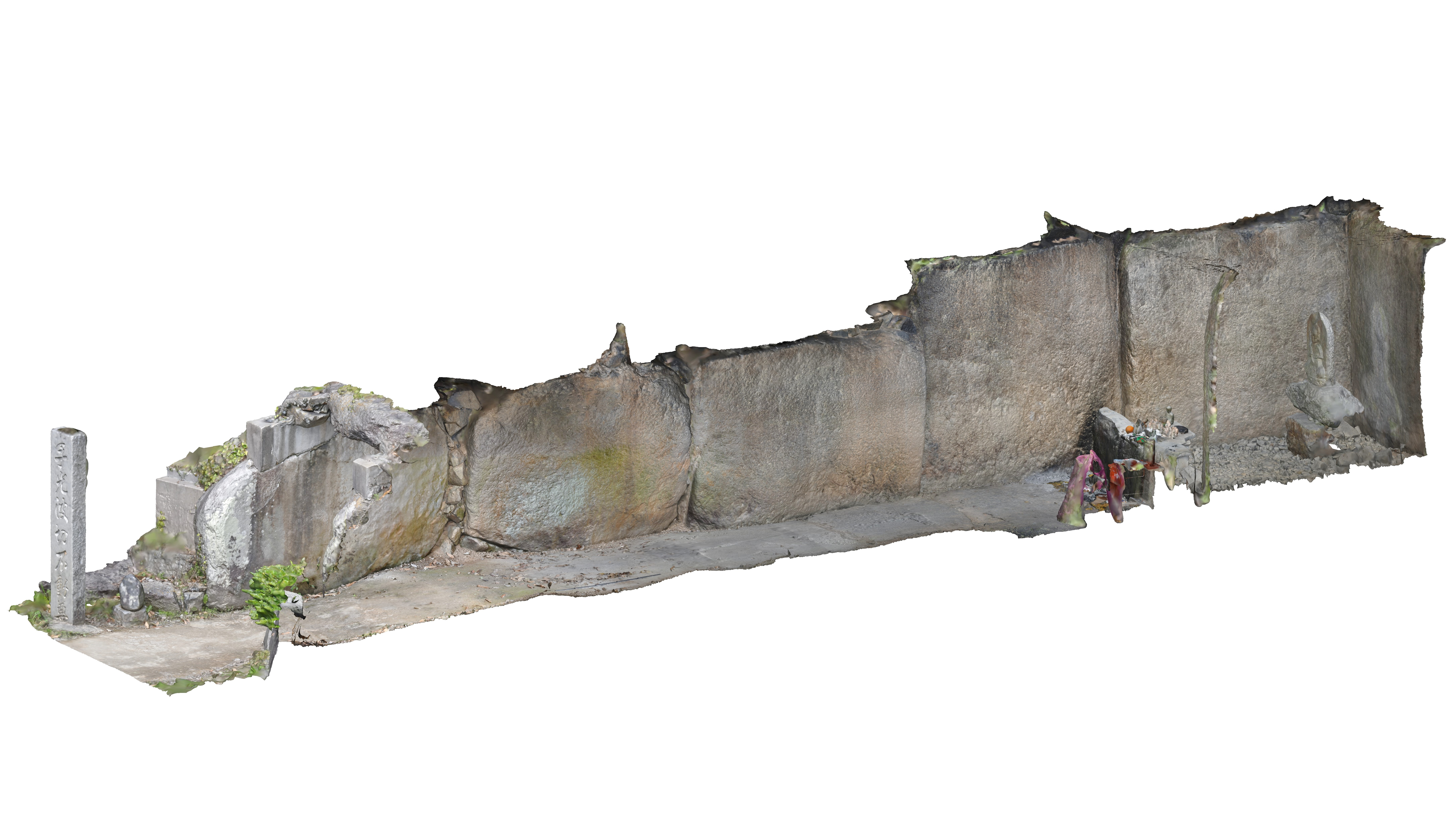
石室俯瞰図

石室展開図

埋葬施設としては横口式石槨系横穴式石室が構築されており、南南西方向に開口する。羨道・玄室のうち、玄室の奥側は一回り狭まって奥室・前室に区分され、畿内の横口式石槨同様の複室構造を呈する。石室の規模は次の通り。
- 石室全長：現存10.8メートル
- 奥室：長さ2.1メートル、幅1.3メートル、高さ1.9メートル
- 前室：長さ1.8メートル、幅1.6メートル、高さ2メートル
- 羨道

石室の石材は板状切石の玄武岩で、相島産の可能性があるとして注目される。羨道・玄室はいずれも巨石の1段積みで、側壁は各5石、奥壁は1石である。床面は、奥室・前室および羨道の一部に板状一枚石の敷石を置き、羨道の敷石の無い部分では深さ約10センチメートルの土砂の下で敷石・玉砂利敷が検出されている。天井石は奥室・前室で2石、羨道で4石。なお、石材表面には白色部分が認められるが、漆喰ではなくカビと見られる。
奥室・前室の間は、高さ0.5メートルの板石を立てて仕切り、仕切り石の中央には浅い凹みが認められる。石室形態は宮地嶽古墳と共通するが、そのほかには一般に九州地方では見られない一方、仕切り石の浅い凹みは九州地方に特有の構造になる。
古くから開口するため石室内の調査では副葬品を詳らかとしないが、石室前の墓道の調査では馬具等の副葬品が検出されている。

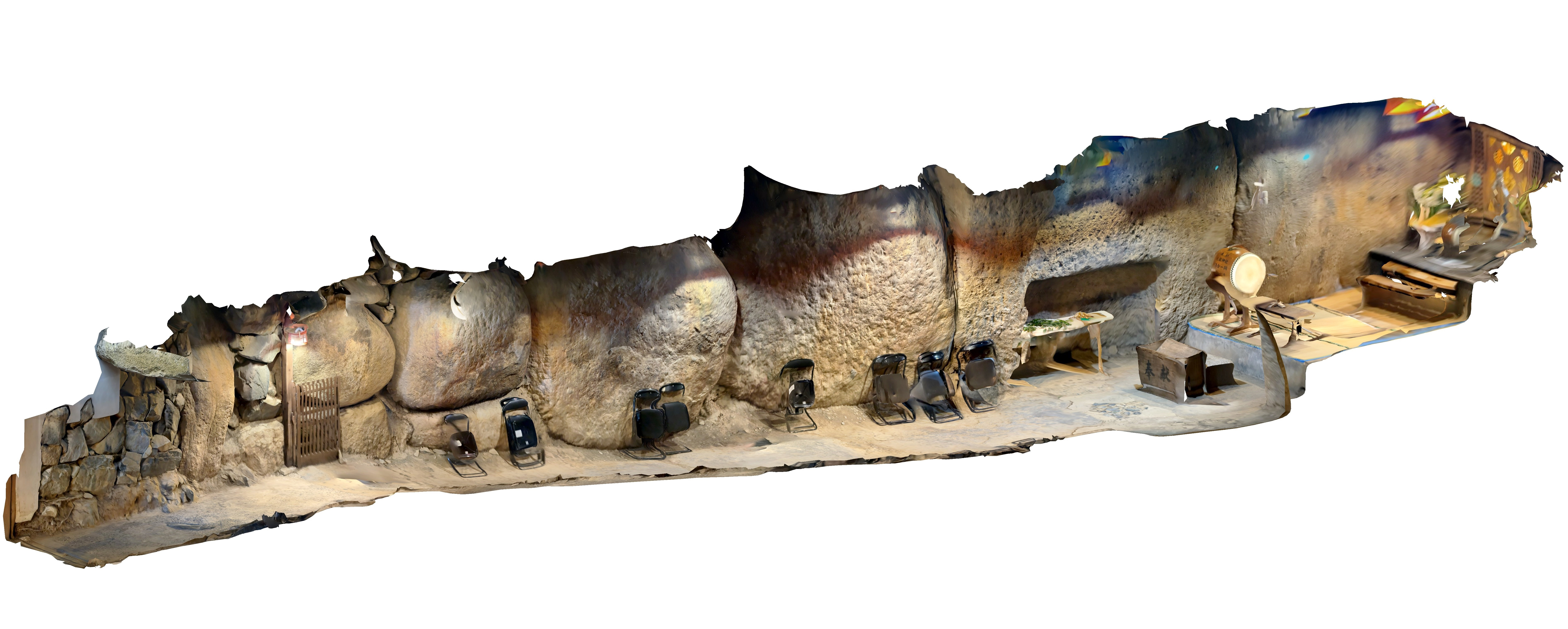
参考：宮地嶽古墳石室俯瞰図
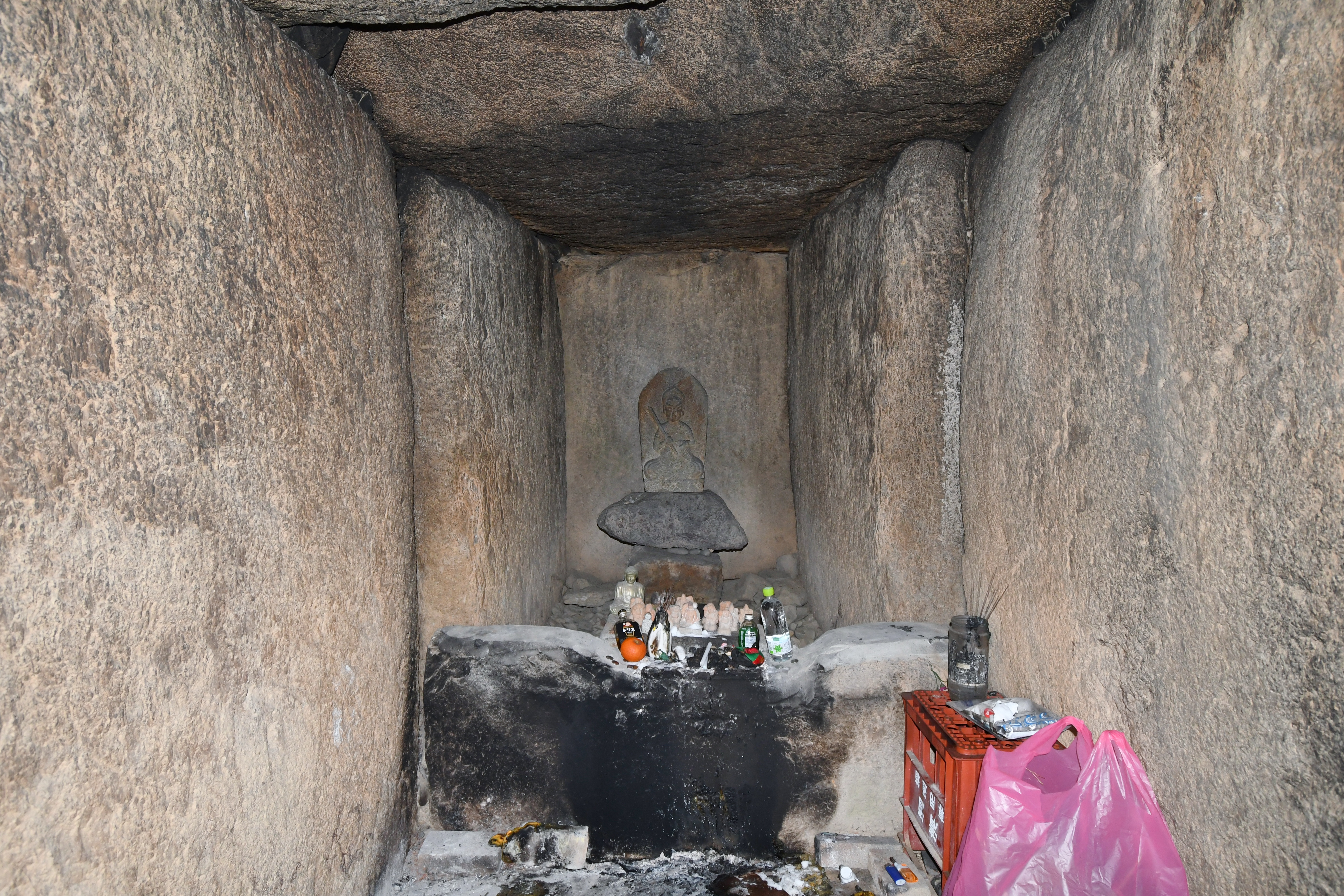
奥室・前室（奥壁方向）
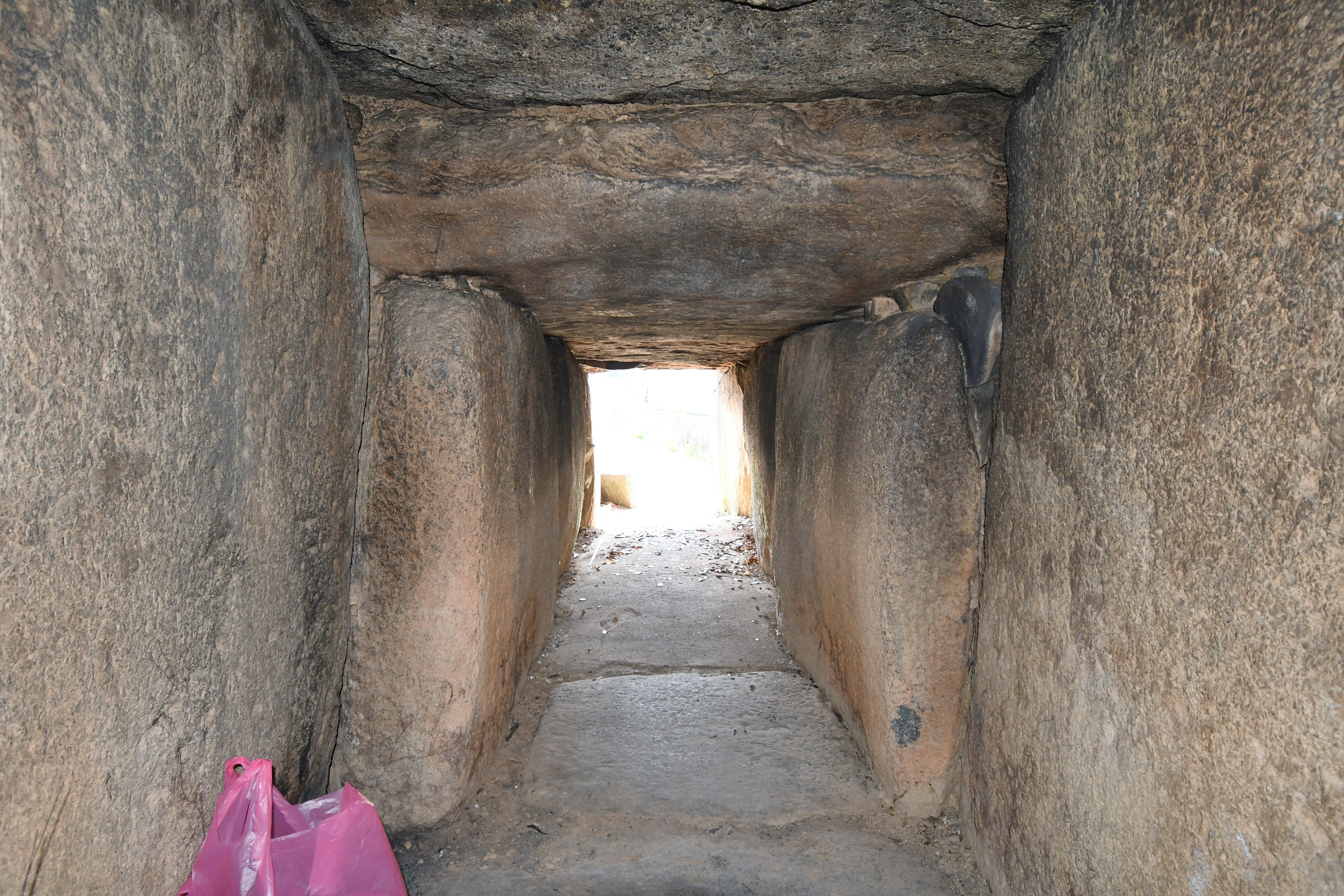
前室（開口部方向）
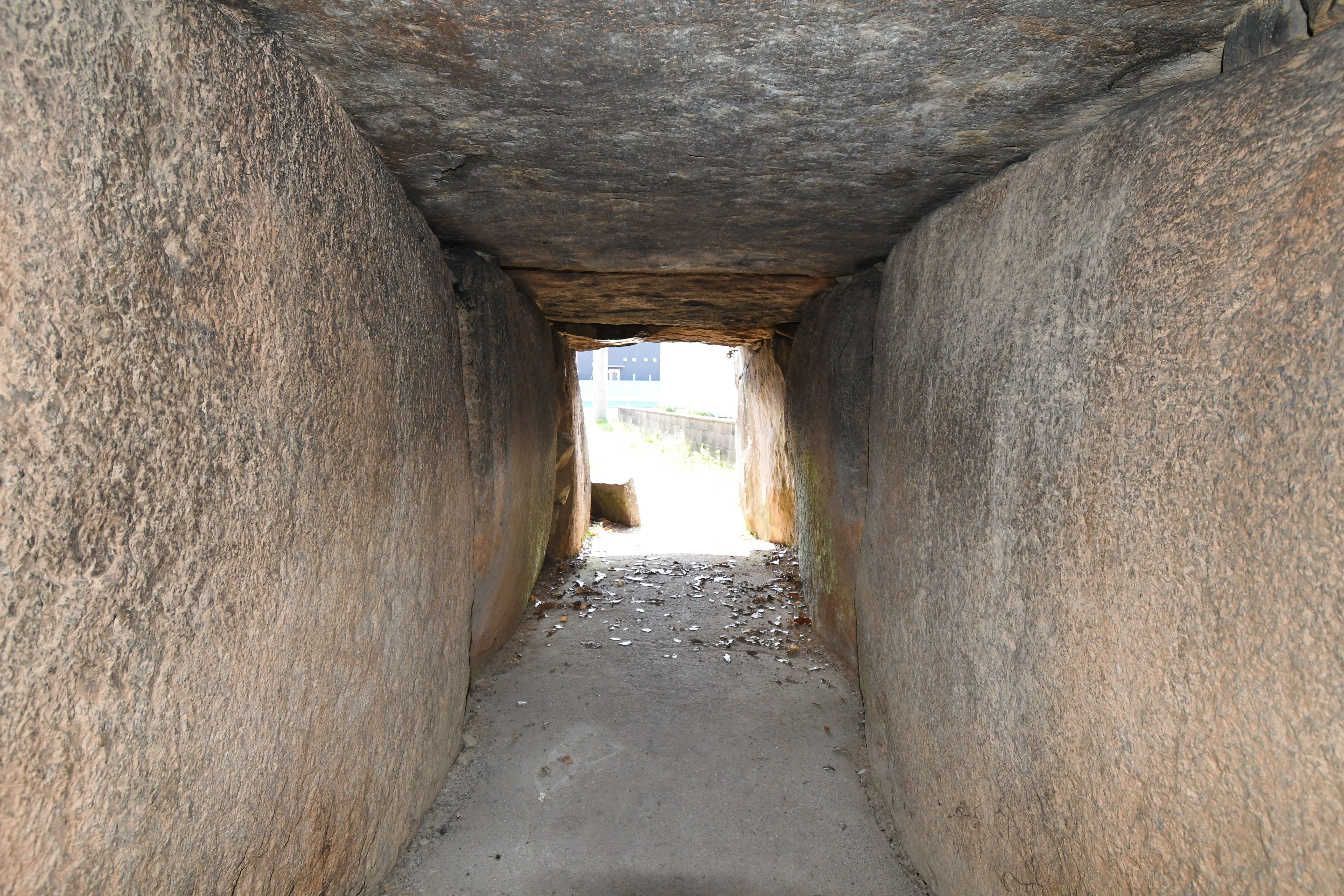
羨道（開口部方向）
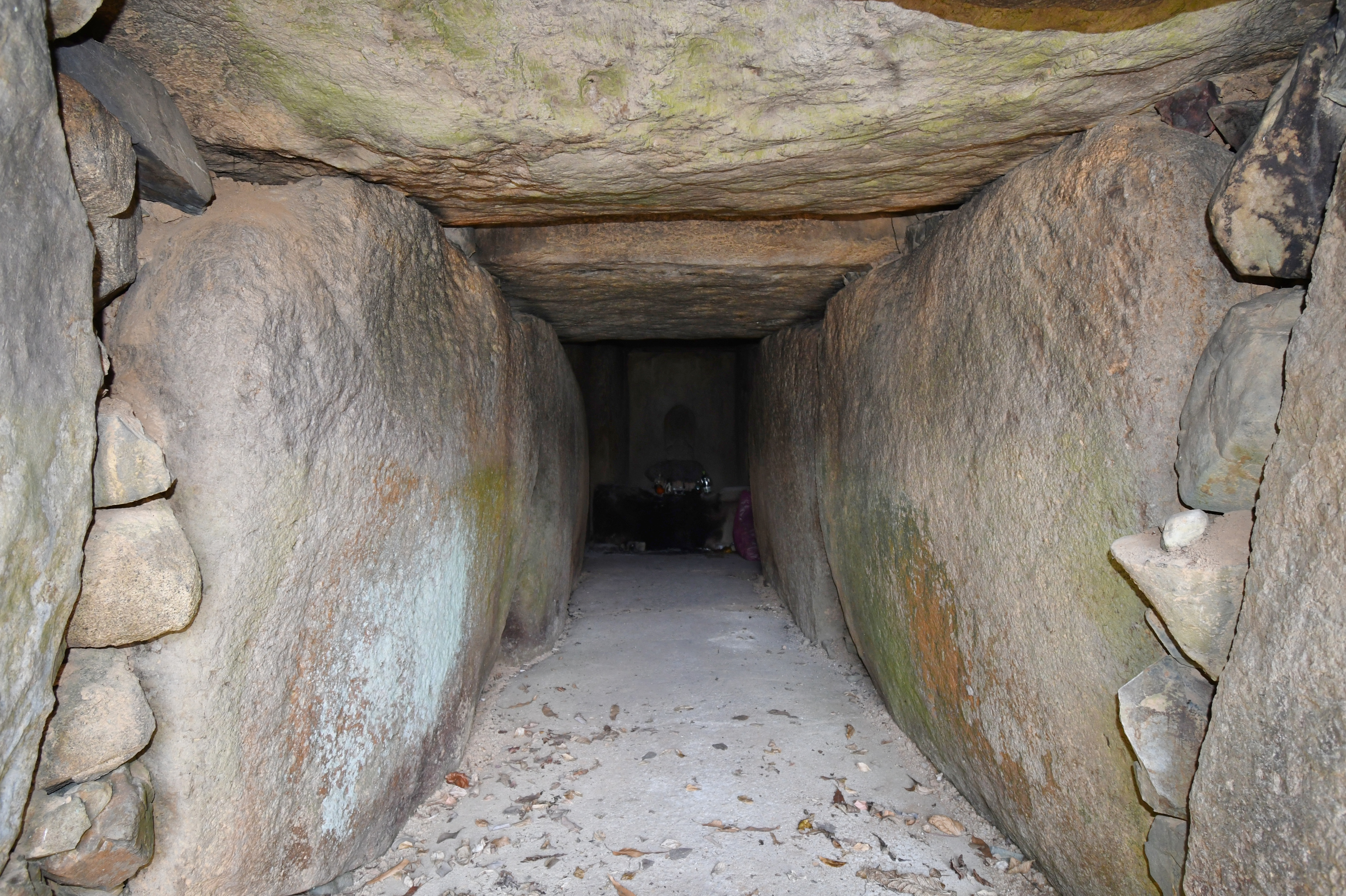
羨道（奥室方向）
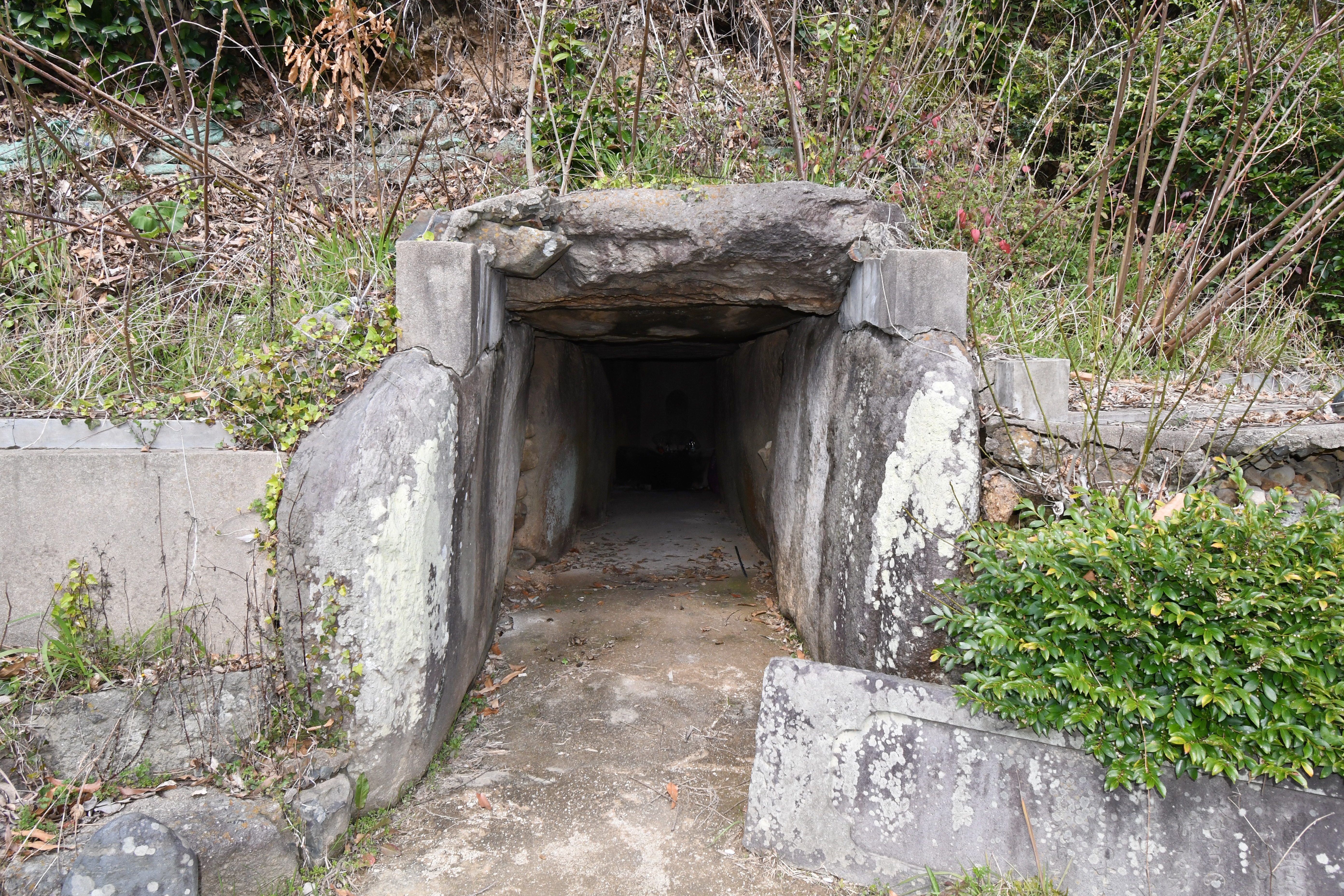
開口部

## 出土品
2011年度（平成23年度）調査で石室前の墓道から検出された副葬品は次の通り。
- 木棺部材
  - 鉄釘
  - 鎹
- ガラス玉
- 鉄製品
  - 鉄鏃片
  - 鉄刀片
- 馬具
  - 輪鐙
  - 轡
  - 辻金具
  - 金銅製鞍金具
- 須恵器片 - 高坏、器台。器台は円孔を複数有し、沖ノ島祭祀遺跡と類似する土器として注目される。
- 新羅土器片 - 細頸壺。

## 文化財

### 福津市指定文化財
- 史跡
  - 手光波切不動古墳 - 1992年（平成4年）10月13日指定。